# Pemba

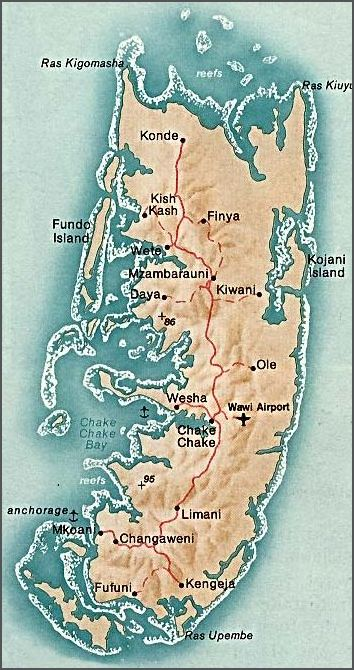
Karta över Pemba.

Karta över kryddöarna Pemba, Zanzibar och Mafia.

Pemba är en ö som tillhör Tanzania och är belägen i Indiska oceanen utanför landets nordöstra kust. Ön är på arabiska även känd som Al Jazeera Al Khadra (den gröna ön). Pemba ligger ungefär 50 kilometer nordost om ön Zanzibar och ungefär lika långt från Tanzanias fastland, samt endast några mil från Kenyas sydöstra kust. Pemba är en del av Zanzibararkipelagen som består av Pemba, Zanzibar och några mindre öar. Denna ögrupp är i sin tur en del av Kryddöarna, som även inkluderar den mer sydligt belägna Mafiaön. Den största delen av Pemba, som anses vara mer kuperad och bördigare än Zanzibar, domineras av småskaligt jordbruk och är en av världens största producenter av kryddnejlika med över 3 miljoner sådana träd. Språken på ön är swahili (med den lokala dialekten kipemba) samt arabiska, då ön har en betydande del arabisk befolkning. 

## Administrativ indelning
Ön Pemba är indelad i två regioner, Norra Pemba och Södra Pemba. Dessa är indelade i fyra distrikt, som vidare är indelade i mindre administrativa enheter som kallas shehia. 
Regioner och distrikt:
- Norra Pemba
  - Micheweni, Wete
- Södra Pemba
  - Chake Chake, Mkoani

## Invånarantal och yta
Pemba har totalt 441 430 invånare (2007) på en yta av 906 km², vilket omfattar huvudön samt ett antal mindre öar runt dess kust. De största städerna är Wete med 24 983 invånare (2002) samt Chake Chake med 19 283 invånare (2002). 

## Sevärdheter
Utanför Pembas kust finns Afrikas enda undervattenshotell.